# شوتا اوتسوکا
شوتا اوتسوکا (انگلیسی: Shota Otsuka؛ زادهٔ ۱۵ مهٔ ۱۹۸۷) بازیکن فوتبال اهل ژاپن است.